# Zlomený šíp (kód)

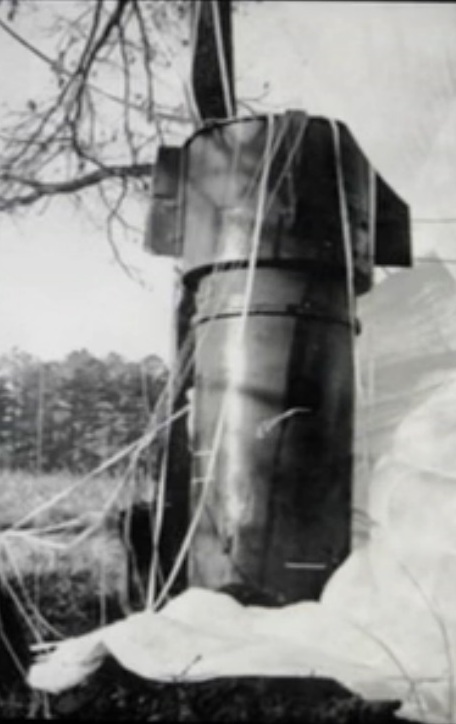
Jedna z bomb Mk 39, shozených před havárií Boeingu B-52 u Goldsboro (1961)

Zlomený šíp (v originále Pinnacle – Broken Arrow) je v terminologii Ozbrojených sil Spojených států amerických kódové označení pro náhodnou událost, při které dojde k užití jaderných zbraní, hlavic nebo komponent, která ale nevytváří riziko nukleární války.[zdroj?]
Ve vietnamské válce označoval kód v rádiové komunikaci jednotku (nebo tábor) pod útokem, které hrozilo bezprostřední nebezpečí zničení (či zajetí) a současně žádost o veškerou dostupnou leteckou podporu v oblasti na jejich pozici (kód opravňoval k okamžité reakci veškerou leteckou techniku bez čekání na potvrzení změny cíle mise standardním řetězcem velení).

## Typy událostí
Mezi tyto případy patří:
- Náhodné nebo nevysvětlitelné nukleární výbuchy.
- Nenukleární výbuch nebo požár jaderné zbraně či paliva.
- Radioaktivní zamoření.
- Ztráta jaderného materiálu během přepravy (s dopravním prostředkem či nosičem nebo i bez něj).
- Shození či vypuštění jaderné zbraně nebo jaderné složky v případě ohrožení nosiče.
- Všeobecné nebezpečí, skutečné nebo předpokládané.

## Události
Ministerstvo obrany Spojených států amerických oficiálně uvádělo 32 událostí s kódovým označením „Broken Arrow“ (stav k září 2013).[zdroj?] Některé z nich:
- 1950 havárie letounu Convair B-36 v Britské Kolumbii
- 1956 zmizení letounu Boeing B-47 Stratojet nad Středozemním mořem
- 1958 neúmyslné svržení jaderné pumy strojem Boeing B-47 Stratojet nad Mars Bluff v Jižní Karolíně
- 1958 odhození a ztráta jaderné bomby ze stroje Boeing B-47 po srážce se strojem F-86 Sabre u ostrova Tybee v Georgii
- 1961 havárie Boeing B-52 u Yuba City v Kalifornii
- 1961 havárie Boeing B-52 u Goldsboro v Severní Karolíně
- 1964 havárie Boeing B-52 u Savage Mountain
- 1965 incident, při kterém došlo k pádu stroje Douglas A-4 Skyhawk z paluby letadlové lodi USS Ticonderoga ve Filipínském moři
- 1966 srážka stroje Boeing  B-52 s tankovacím letounem KC-135 při tankování za letu nad Palomares a ztráta čtyř vodíkových bomb
- 1968 havárie stroje Boeing B-52 u letecké základny Thule, příčina aféry Thulegate
- 1980 výbuch rakety v raketovém sile 374th Strategic Missile Squadron amerického letectva u města Damascus v Arkansasu

## V kultuře
Použití kódu bylo zachyceno např. ve filmu Údolí stínů (We were Soldiers), kde tímto kódem americká jednotka v bitvě u Ia Drang (v listopadu 1965) žádala o leteckou podporu všech dostupných leteckých sil.